# Soustelle
Soustelle – miejscowość i gmina we Francji, w regionie Oksytania, w departamencie Gard.
Według danych na rok 1990 gminę zamieszkiwało 97 osób, a gęstość zaludnienia wynosiła 9 osób/km² (wśród 1545 gmin Langwedocji-Roussillon Soustelle plasuje się na 805. miejscu pod względem liczby ludności, natomiast pod względem powierzchni na miejscu 710.).